# 山潺
山潺（学名：Beilschmiedia appendiculata）为樟科琼楠属下的一个种。

## 扩展阅读
- 維基物種上的相關：山潺